# Maryse Condé
Maryse Condé (nacida como Maryse Boucolon; Pointe-à-Pitre, Guadalupe, 11 de febrero de 1934-Apt, 2 de abril de 2024)fue una escritora guadalupeña, territorio francés de ultramar. Erudita en literatura francófona, reconocida feminista y activista difusora de la historia y la cultura africana, destaca su vasta productividad como autora y su versatilidad para escribir ficción histórica, cuentos, novelas, ensayos y otros géneros. Es especialmente conocida por su novela Segú (1984-1985). En 2018 recibió el Premio Nobel Alternativo de Literatura. En el año 2021 recibió el Prix Mondial Cino del Duca por su labor humanista en la cultura.

## Biografía
Maryse Liliane Appoline Boucolon nació el 11 de febrero de 1934 en Pointe-à-Pitre (Guadalupe), en el seno de una familia de ocho hijos, de los que era la menor. Insistía en que nació en el seno de una "burguesía negra embrionaria" y que, por tanto, "su infancia fue puramente francesa". "Como dije en Le Cœur à rire et à pleurer, mi padre pedía literatura francesa en la librería Nelson; él no la leía, pero mi hermano y yo recortábamos páginas y leíamos. Cuando éramos niños, estábamos inmersos en la literatura y la cultura francesas".
Su madre, Jeanne Quidal, fue una de las primeras profesoras negras de su generación. Debido a su condición de funcionaria, la familia tenía la oportunidad de ir a la metrópoli cada cinco años aproximadamente, como todavía se dice en Guadalupe. Su abuela, Victoire Elodie Quidal, era cocinera. Tras su jubilación de la universidad en 2002, emprendió una investigación sobre su abuela, que le proporcionó el material para un "retrato" literario en el que la imaginación y la invención le permitieron restaurar la dignidad de esta figura oscurecida por el ascenso social de sus padres. Con Victoire, les saveurs et les mots, que consideraba uno de sus libros más logrados, siguió los pasos de su abuela Victoire, que "se alquiló" a los "blancos del campo" y que "consiguió hacer pasar a su hija por las puertas de la burguesía negra emergente".
Su padre, Auguste Boucolon, a través de su "gran amistad" con Ferdinand d'Alexis, fue uno de los 19 comerciantes que, en 1915, crearon la Caisse Coopérative des Prêts - en 1955, ésta pasó a llamarse Banque Antillaise antes de entrar, en 1979, "en el redil" de la Banque Française Commerciale (BFC) tras una primera adquisición de una participación por parte de la filial Indosuez en 1975. Auguste Boucolon perdió a su madre en un incendio cuando tenía siete años, recuerda Maryse Condé a Yasmine Chouaki, de RFI, para explicar la importancia que daba a su educación.
Sus padres vivieron primero en Pointe-à-Pitre, calle Condé, antes de trasladarse a la calle Alexandre-Isaac.

### Salida de Guadalupe
En 1953, el año en que cumplió los dieciséis años, fue a estudiar al Liceo Fénelon de París donde, con un estudiante de historia, "Jacques A...", fundó el club Luis Carlos Prestes.
Un día, recordaba, un profesor, sensible a su malestar por los comportamientos racistas que soportaba sin comprender aún su origen y funcionamiento, le propuso dar una charla sobre "las Antillas". Allí se dio cuenta de su ignorancia sobre las realidades antillanas y, por consejo de su hermano mayor, leyó La Rue Cases-Nègres de Joseph Zobel. Esta lectura le hizo consciente de lo que solo había vislumbrado desde la ventanilla del coche de sus padres cuando salían a saludar a los familiares o a pasar unos días en su "casa de cambio de aire".
Se hizo amiga de Françoise Bruhat, la hija de Jean Bruhat, un reputado historiador marxista que enseñaba en la Sorbona: "Ellos, el padre y la hija, me enseñaron el significado de la palabra colonialismo, colonización, identidad, origen, desposesión, y por primera vez me hablaron de la esclavitud, que mis padres siempre habían ocultado, y comprendí por qué había negros en las Antillas. Entonces descubrió la editorial Présence africaine y los escritores de la negritud; el Discurso sobre el colonialismo le abrió los ojos.
Durante estos años, publicó sus primeros escritos: un cuento (La Légende du flamboyant), un relato corto (Enfances noires) y un ensayo (Le Rêve exotique en peinture). Éstas muestran una primera reflexión sobre la "creolidad" -que su madre reprimía- a través de un juego lingüístico de creolismos y una curiosidad por los pintores viajeros como Paul Gauguin o los viajeros engañosos como el douanier Rousseau, al que dedicó un estudio en dos partes. Estaba haciendo lo interesante porque escribía en los diarios de los estudiantes y todo el mundo alababa mi pluma. Todavía no me había atrevido a pensar en ser escritora. Pero podría verme como periodista. Recuerdo dos artículos que firmé y que causaron un gran revuelo en nuestro pequeño mundo. En 1952, su texto "Le merveilleux Noël d'Arsène" (La maravillosa Navidad de Arsène) ganó el premio de cuentos para estudiantes antillanos y guyaneses de la revista Alizés, en la que publicó de 1952 a 1954. Se matriculó en la Sorbona para estudiar la carrera de inglés.
En 1955, Maryse Condé quedó embarazada de un estudiante de agronomía haitiano, Jean Dominique (1930-2000), que la dejó sola y voló a su país al día siguiente de recibir la noticia. El 13 de marzo de 1956, tras un embarazo solitario y difícil de sobrellevar, Maryse Condé dio a luz a un hijo, Denis Boucolon, su primer hijo. "Salí de esta prueba desollada para siempre, con poca confianza en la suerte, temiendo a cada momento los golpes tortuosos del destino", escribió en su autobiografía, La vie sans fards. Jean Dominique se convirtió en periodista en Haití y creó una emisora de radio militante, Haití Inter, que se oponía al régimen político, y fue asesinado por desconocidos en Puerto Príncipe el 3 de abril de 2000.
Durante sus años de estudiante, Maryse Condé frecuentó hogares africanos y conoció al actor guineano que interpretó el papel de Archibald en la primera producción de la obra de Jean Genet Les Nègres: Mamadou Condé. En agosto de 1958, en el ayuntamiento del distrito 18 de París, se casó con él y adoptó el nombre de Condé. Pero este matrimonio no duró mucho, ya que ella explicó que se basó en un malentendido: "Cuando me casé con él, era Archibald en Les Nègres. Tenía un papel que no se ajustaba a lo que realmente era. Al final me casé con una especie de máscara. No quiero decir nada malo de él porque ya está muerto, y después de todo, nos queríamos, aunque no durara. Pero Condé no era Archibald. No le gustaban los problemas. Tenía miedo de la política, quería una vida tranquila. Era un macho. No le gustaba tener una mujer tranquila que le diera hijos. Le disgustaba que me juntara con todos esos marxistas mal vistos por las autoridades. De hecho, era normal. Este matrimonio es, pues, ambivalente: por un lado, es la materialización de su tropismo por África; por otro, este matrimonio contradice su conciencia política. De hecho, África sólo merece la pena en cuanto a su deseo de "comprender el origen de su sufrimiento" y por qué sus padres "despreciaban" el continente del que fueron deportados sus antepasados. Fue en París donde se enteró de la muerte de su madre, Jeanne Quidal, en 1953; luego de la de su padre, Auguste Boucolon, en 1959. "Pensé mucho en mi madre durante mucho tiempo, y luego, curiosamente, menos a medida que escribía. Al principio me enfadé con ella: "Bueno, uno no se muere cuando tiene una hija de diecinueve años (????). Cuando su madre murió tenía diecinueve años, ¡debería haber nacido en 1934, no en 1937, como se ha dicho! Hoy, se acabó, está dominada, pienso en ella de manera diferente. Creo que es una pena que no esté aquí para ver a sus nietos.

### Salida de África

#### En Costa de Marfil
En Costa de Marfil. Ese mismo año, 1959, recordaba en La Vie sans fards, "la cooperación empezaba a tomar forma. Un ala del ministerio pronto albergó una oficina de reclutamiento para los franceses que querían probar suerte en África. Esta oferta parecía estar hecha para mí. Así fue como se encontró con una profesora de francés en el instituto de Bingerville, en Costa de Marfil.

#### Entre Guinea y Ghana
A finales de 1961, se unió a Mamadou Condé en Guinea. Durante los cuatro días de luto nacional decretados por Sékou Touré tras la muerte de Frantz Fanon, el 6 de diciembre, aprovechó este tiempo para leer la obra del psiquiatra martiniqués y, en particular, Les Damnés de la terre, capítulo IV "Sobre la cultura nacional", precedido de una larga cita de Sékou Touré, de cuya ironía retrospectiva tomó nota.
Comenzó a escribir una novela que quedó inconclusa e inédita, Les Pharisiens, cuyo texto mecanografiado, fechado en 1962, conservado por la Universidad de las Indias Occidentales de Guadalupe en el sitio de Fouillole, ha sido digitalizado y puesto en línea por la biblioteca digital Manioc.
En 1964, voló sola a Ghana, donde escribió la primera versión de lo que sería su primera novela, Heremakhonon.

#### En Londres para la BBC África
Algún tiempo después del golpe de Estado del 26 de febrero de 1966, que obligó a Kouamé Nkrumah a exiliarse en la Guinea de su "amigo" Sékou Touré, debido a su pasaporte guineano, explica, se sospechó que era una espía. Gracias a la intervención de un abogado ghanés, Kouamé, que "conocía a bastante gente en el nuevo poder", fue liberada, pero se vio obligada a vivir sin pasaporte durante varios meses antes de ser finalmente expulsada. Fue liberada, pero se vio obligada a vivir sin pasaporte durante varios meses antes de ser finalmente deportada. Se fue a Londres con sus hijos para trabajar en el departamento de África de la BBC, donde informaba sobre "libros, exposiciones, conciertos y obras de teatro africanas o relacionadas con África". Asistió a su primera representación de una obra de Wole Soyinka, El león y la joya, y aprovechó la visita de Stokely Carmichael a Londres para la conferencia Dialéctica de la Liberación, del 5 al 30 de julio de 1967, para entrevistarle (Carmichael cuenta en su autobiografía que se fue a Londres en junio). Dos años después, regresó a Ghana para, "según lo previsto", volver a casarse con Kouamé. Sin embargo, al no haber conseguido contactar con Mamadou Condé, no pudo obtener el divorcio y la ceremonia se pospuso.

#### En Senegal
En 1969, Maryse Condé se separó de Kouamé y, con sus hijos, abandonó Ghana para irse a Senegal. En Dakar, trabajó primero en el Instituto Africano de Desarrollo Económico y Planificación (IDEP) como traductora, antes de presentarse al Ministerio de Cooperación francés. Luego fue destinada al Liceo Gaston-Berger de Kaolack (rebautizado como Liceo Valdiodio Ndiayede en 1984), en el Sine Saloum. Fue allí, en esta ciudad que había "odiado", donde conoció a un profesor de inglés británico, Richard Philcox, que se convirtió en su cónyuge y luego en su segundo marido en 1981.

### En Francia
En 1970, decidió abandonar África Occidental, para tomar las riendas de su vida: "Estaba realmente harta de África. Demasiados golpes duros. Me veía estancado en trabajos mediocres y casas oficiales ruinosas con todos esos hijos que empezaban a crecer. Parecía que no había salida ni futuro. Para ello, confió sus hijos, "incluso [su] hijo Denis", a Mamadou Condé, de quien estaba separada pero aún no divorciada.
Impresionada por el género canónico de la novela, probó suerte en el teatro e ideó dos obras: en 1973, en el festival de teatro de Fort-de-France, Dieu nous l'a donné fue dirigida por Ivan Labejoff; en cuanto a La Mort d'Oluwemi d'Ajumako, fue representada en el Centro Cultural Senghor de Dakar por el Théâtre du Toucan.

#### Los años de la Presencia Africana
Trabajó en Présence africaine, la revista y editorial panafricana fundada por Alioune Diop con el apoyo de su esposa Christiane Yandé Diop. Con Kala-Lobé, hermano de Christiane Yandé Diop, se encargaba de los coloquios y artículos que se publicaban en la revista y hacía reseñas de libros: "No era un mal trabajo y me permitía conocer a mucha gente "35 , "gente con nombres importantes", decía en 2015, como Théophile Obenga. Fueron años de formación en los que retomó sus estudios universitarios, defendiendo primero una tesis de maestría en París IV Sorbona en 1974, Étude comparée des proverbes bambaras, yorubas, antillais, y luego, dos años más tarde, una tesis doctoral, Stéréotype du noir dans la littérature antillaise Guadeloupe-Martinique, bajo la dirección de René Étiemble. En 1976 también se publicó Heremakhonon: "Estoy convencido de que si mi amigo Stanislas Adotevi no me hubiera forzado, Heremakhonon [...] nunca se habría publicado. Stanislas Adotevi fue el editor de la colección "La voix des autres" de Christian Bourgois en el 10/18 y se enamoró de la novela. Aunque la novela fue muy mal recibida por la crítica -hasta el punto de verse afectada por ella, confiesa en su autobiografía- y los ejemplares no vendidos acabaron siendo "aplastados", fue reeditada en 1988 con un prólogo escrito por ella en el que respondía a las críticas condescendientes de Oruno Denis Lara y, sobre todo, a las ignominiosas de Ernest Pépin". En este punto, en una entrevista con Vèvè Amassa Clark, recuerda esta terrible acogida: "Leí muchas reacciones estúpidas sobre Hérémakhonon, como el artículo de Le Naïf en el que se me acusaba de ser una nueva Mayotte Capécia que se pasaba la vida en África sobre sábanas manchadas de esperma. Esto es lo que le lleva a defender su intención como escritora dando las claves de su crítica: Véronica Mercier, la heroína con la que se ha amalgamado precipitadamente, debe ser vista como "la primera ilustración literaria de la famosa advertencia de Frantz Fanon en Les Damnés de la terre: "Los negros están desapareciendo de la faz de la tierra... No hay dos culturas idénticas...".
Es la autora de la controvertida reseña de la primera novela de Simone Schwarz-Bart, Pluie et Vent sur Télumée Miracle, escrita en su propio nombre en 1972. En esta revisión de inspiración fanoniana, problematizó lo que Romuald Fonkoua llamó el "discurso en la "situación" de la francofonía interna" para dar cuenta de la escritura antillana en un "país dominado". Esto es lo que le llevó a comenzar planteando el contexto de la enunciación: "Cuando un antillano toma una pluma y se precia de escribir, ¿para quién lo hace? ¿A quién le escribe? Dicho esto, reconoce y saluda su trabajo pionero: es necesario, escribe más adelante, "dar un lugar especial a Simone Schwartz-Bart, que está desarrollando verdaderamente un nuevo lenguaje". La severidad de su crítica a Pluie et vent sur Télumée Miracle procede de su desconfianza hacia el exotismo y de la todavía pesada herencia de la literatura blanda denostada por Suzanne Roussi-Césaire en los años cuarenta. En la obra de Gilbert Gratiant, por ejemplo, observa "todo un dulce carnaval en el que reconocemos los elementos del exotismo en un revoltijo". El peligro de esta literatura es que invita [a los antillanos] a conocerse a sí mismos en tales caricaturas. Así, distingue la escritura de Gilbert Gratiant de la de Sonny Rupaire, en la que "Le créole [...] sigue siendo "natural", lejos de una sensiblería gratiana".
Cuando se publicó la enciclopedia de la historia literaria de las Indias Occidentales de Jack Corzani, planteó una serie de cuestiones sobre la división realizada: su principal crítica se refería a la decisión de situar a los escritores criollos blancos apegados a su privilegio blanco al lado de la generación de escritores nacidos con la negritud, que se establecieron, precisamente, en contra de la colonialidad del campo literario antillano. Además de este antagonismo político que actúa en la literatura, Maryse Condé se detiene en la cuestión del valor literario: para la historia de la literatura francesa, tal como la proponen los manuales escolares -en particular el tradicional Lagarde et Michard-, Maryse Condé sostiene que las obras se conservan no tanto por su índice sociológico como por su valor literario. Sin embargo, lo que le reprocha a Jack Corzani es haber procedido según una catalogación regionalista que relega a un segundo plano la dimensión genocida de la literatura criolla que, sin embargo, le es consustancial. Esto explica la debilidad de sus análisis, más preocupados por una convivencia consensuada que por la impugnación del orden social que vela por el discurso literario poscolonial de Aimé Césaire, Frantz Fanon o Édouard Glissant. Este aspecto se desarrolla en su tesis doctoral, que es la culminación de su trabajo como crítica literaria para Présence africaine. Elaboró una tipología que contrastaba la "civilización del criollo" con la del "bossale" y luego con la del "marron".
Mientras las colonias, departamentadas en 1946, seguían siendo presa de intensas tensiones sociales y raciales alimentadas por las luchas coloniales y su represión en todo el mundo, Maryse Condé situó de forma significativa a Frantz Fanon no sólo como figura central del "discurso antillano", sino que lo erigió en punta de lanza de la lucha anticolonial: "Es imposible hablar de las Antillas sin hablar de Fanon. Fanon nos parece la única esperanza del mundo antillano. Cumple a la perfección y lleva al límite tanto la ambición política de Césaire como la pretensión psicoanalítica de Glissant. Es el primer Marron". Con ello, Maryse Condé conceptualiza una política de la literatura caribeña capaz de captar las divisiones inherentes a las sociedades constituidas por la deshumanización sistemática de los hombres y mujeres africanos. El estereotipo es el producto de esto; la literatura es su lugar privilegiado de expresión.
En 1975 apareció su traducción de Eric Williams, From Christopher Columbus to Fidel Castro: The History of the Caribbean, 1492-1969, que realizó con su marido Richard Philcox a petición de Christiane Yandé Diop.
En 1976, bajo la dirección de René Étiemble, defendió su tesis en literatura comparada en la Universidad Sorbona Nueva.

#### Estancia en Guadalupe
El 29 de noviembre de 1976, dio una conferencia en el Centro Remy Nainsouta (Pointe-à-Pitre) sobre la literatura femenina en Guadalupe y Martinica.

#### Colaboradora de Demain l'Afrique
En 1977, se incorporó al equipo del semanario Demain l'Afrique, cuya financiación por parte del Ministerio de Cooperación francés, como se recoge en la revista de Mongo Béti Peuples noirs, peuples africains, estaba en contradicción con la línea editorial de Paul Bernetel, el redactor jefe. De 1977 a 1981, dirigió la columna "Les livres" y publicó reportajes. Escribió una reseña positiva sobre la reedición de la obra ya clásica de Cheikh Anta Diop -tras el simposio internacional celebrado en El Cairo bajo los auspicios de la UNESCO en 1974-: "Nations nègres et culture": un ouvrage fondamental". Viajó a Estados Unidos, donde conoció a "mujeres de gran valor" como Patricia Hill Collins, entonces de 32 años, directora del Centro Afroamericano de Tufts, Sandy Moore, arquitecta, Sarah Griffin, Gwendolyn Brown y Adrienne Morrison. A su regreso, publicó un informe, "Black America by Women", para hablar de la trayectoria de estas mujeres negras con títulos: "Paradójicamente, estas mujeres formadas y cualificadas se sienten las más desfavorecidas, porque nunca consiguen los trabajos que realmente merecen. [...] Aunque están menos condenadas al ostracismo que los hombres educados, nunca alcanzan plenamente el reconocimiento que creen merecer. Demasiado a menudo, también, asustan al negro menos privilegiado, sin interesar a sus iguales que, para integrarse más plenamente, buscan compañeros blancos.
Participó en el cine-debate Dossiers de l'écran con motivo de la emisión en Francia de los dos primeros episodios de la serie Roots, de Alex Haley, en diciembre de 1977.
En otoño de 1979, dio clases durante un semestre en la Universidad de California en Santa Bárbara.

#### Anfitriona de radio para RFI
Presenta un programa de radio en RFI en el que, en compañía de académicos, repasa la vida de grandes figuras revolucionarias negras como Malcolm X, Julius Nyerere y Kwame Nkrumah. En 1981, invitó a Alain Anselin a hablar sobre su libro La Question peule et l'histoire des Égyptes ouest-africaines.
En 1981, se casó con Richard Philcox en el ayuntamiento del distrito 13, poco después de la muerte de Mamadou Condé y antes de su partida a Estados Unidos.

#### Regreso a Guadalupe
Tras el éxito de Ségou (el primer volumen vendió 200.000 ejemplares, el segundo 100.000), compró una casa en Petit-Bourg (Guadalupe), donde sus padres tenían una "casa de cambio de aire", en el lado de Sarcelles, cerca de un río. Este elemento biográfico constituye un punto de inflexión tanto a nivel personal como en su carrera literaria, ya que da lugar a una entrevista de referencia que, por su propio título, "Je me suis réconciliée avec mon île": une interview de Maryse Condé", consagra el tema del retorno al país natal63 , tema que se repite a lo largo de toda su obra. Durante la construcción de su futura casa, dio clases durante un año en Los Ángeles. Con su marido Richard Philcox, vivió entonces entre Estados Unidos y Guadalupe, dividiendo su tiempo entre su trabajo como profesora y su profesión de escritora.
Su instalación en el país la llevó a reflexionar sobre el "papel del escritor independentista" y la cuestión de la identidad guadalupeña. Concedió entrevistas y envió colaboraciones a las revistas independentistas del periodista Dannyck Zandronis: Jougwa (Journal Guadeloupéen), Magwa (Magazine guadeloupéen), Moun.
Tras la muerte de Guy Tirolien, el 3 de agosto de 1988, formó parte del comité de Feuilles Vivantes, que se propuso rendir homenaje a "nuestro poeta nacional". El 4 de agosto de 1989 se celebró una vigilia. En Sept Mag, una revista generalista de gran difusión en Guadalupe, publicó un homenaje en el que subrayaba la importancia de su obra.
A principios de los años 90, tras el entusiasmo causado por L'éloge de la créolité y la posterior concesión de los premios Novembre y Goncourt a dos de los firmantes del manifiesto, Raphaël Confiant y Patrick Chamoiseau respectivamente, Maryse Condé y su colega y amiga Madeleine Cottenet-Hage organizaron un coloquio sobre la creolité, cuyas actas fueron publicadas por Karthala en 1995 con un epílogo en el que reafirmaba el derecho a la creatividad y el rechazo de las limitaciones ideológicas: Cada uno debe poder vivir "su creolidad" como le parezca.
En 1997 se incorporó a la Universidad de Columbia, donde fundó y presidió el Centro de Estudios Franceses y Francófonos hasta 2002.
En diciembre de 2002 se retiró de la universidad.
Preside el Comité para la Memoria de la Esclavitud, creado en enero de 2004, para la aplicación de la ley Taubira que reconoció la trata de esclavos y la esclavitud como crímenes contra la humanidad en 2001. A propuesta suya, el presidente Jacques Chirac fijó el 10 de mayo como día de conmemoración de la esclavitud, que se celebró por primera vez en 2006.
En 2007, vendió su casa de Montebello, en Petit-Bourg, y abandonó su país natal "con cierta amargura" por varias razones que fueron objeto de un vivo debate en el seno de la sociedad guadalupeña -como atestigua de forma virulenta el post de Patricia Braflan Trobo de más de una década después.
El miércoles 11 de julio de 2007 se le rindió un homenaje en la residencia departamental de Gosier, durante el cual Ernest Pépin evocó los "vínculos" que le unían a Maryse Condé.
Al día siguiente, en Télé Guadeloupe, en una entrevista con Gérard César, anunció públicamente su marcha: "Mencionó razones de salud, su deseo de estar más cerca de sus hijos, pero también habló de su decepción con respecto a las profundas esperanzas que tenía para su país", como se resume en el prólogo del folleto de presentación de la colección Maryse Condé, coeditado por la Médiathèque Caraïbe Bettino Lara y el Conseil départemental de la Guadeloupe, tras la donación por parte de la escritora de una gran parte de su biblioteca personal.
Participó en el festival Étonnants Voyageurs, celebrado del 1 al 4 de diciembre de 2007 en Puerto Príncipe (Haití), junto con Edwidge Danticat y Dany Laferrière, entre otros.
En diciembre de 2011, tras la decisión de dar su nombre al colegio de Désirade -donde se originó la línea Boucolon por parte de su padre-, el alcalde de la isla, René Noël, la invitó a la ceremonia de nombramiento.

#### En París
Vivió varios años en el barrio de Marais.
El 30 de septiembre de 2012, fue invitada por Laurie Pezeron, fundadora de Read!, una asociación que organiza clubes de libros afro, para hablar con sus lectores. Al final de la reunión, aceptó ser la patrocinadora de ¡Lee! para apoyar esta iniciativa educativa.

#### En Gordes
En 2013, tras vender su piso parisino, la pareja se trasladó a Gordes y ahora vive "recluida en este nido provenzal bordeado por un olivar y unas cuantas plantas de lavanda", como señaló Katia Dansoko Touré cuando les visitó unas semanas después de la publicación de la última novela de Maryse Condé. Sin embargo, fue allí donde imaginó el Fabuleux et triste destin d'Ivan et Ivana, una novela que había dictado, "la enfermedad la privó de la habilidad de sus manos, a un viejo amigo y su marido traductor, Richard Philcox".
78 En los días siguientes a la publicación de El fabuloso y triste destino de Ivan e Ivana, envió un artículo a la revista L'Obs, haciéndose eco del discurso de Emmanuel Macron, muy comentado en la prensa, en el que el presidente calificaba la colonización de crimen contra la humanidad. En este artículo, la escritora recorre su proceso de concienciación y descolonización, haciendo del Discurso sobre el Colonialismo "su Biblia y sin exageración", subraya, y luego vuelve al periodo de los "soles de la independencia" -según la expresión malinké traducida y popularizada por Ahmadou Kourouma- para expresar su visión actual. Desechando espalda con espalda la avaricia de los conquistadores denunciada por Aimé Césaire y los "sueños de posesión de los colonizados" analizados por Frantz Fanon, cuestiona y privilegia el sueño rebotando en una obsesión occidental, la decadencia, actualizada por el ensayo muy mediatizado de Michel Onfray publicado a principios de 2017. "¿Qué conclusión sacar? Pero, precisamente, ¿hay que concluir? No concluyamos. Más bien soñemos, imaginemos. La historia del mundo no ha terminado. Ya hay mentes iluminadas que predicen la muerte de Occidente. Llegará el día en que la tierra será redonda y la gente recordará que son hermanos y será más tolerante. Ya no tendrán miedo los unos de los otros, de este por su religión o de aquel por el color de su piel, de aquel otro por su forma de hablar. Ese momento llegará. Debemos creerlo20. Esta profesión de fe por un nuevo humanismo puede leerse como la moraleja de El fabuloso y triste destino de Iván e Ivana.

#### Estancias en Guadalupe

##### Para la visita oficial del Monumento a la Esclavitud
El 8 de enero de 2016, estuvo en el Memorial ACTe de Pointe-à-Pitre para una visita oficial en compañía del director científico y cultural del MACTe, Thierry L'Étang. Aunque reconoció la necesidad de "demostrar" que la esclavitud fue un "gran crimen", dijo a un periodista de Arte que se centraba más en el presente que en el pasado y habló de los graves y recurrentes problemas de agua en Guadalupe, de la deplorable situación del hospital universitario y de la tasa de desempleo especialmente alta. Su principal preocupación, continuó, era poner en marcha políticas públicas con el objetivo de "desarrollar el país e [intentar] reparar los errores del pasado". Por ello, le preocupa que el MACTe sea sólo un "símbolo, un respeto, un homenaje a lo que se ha hecho en el pasado".
Su última novela, publicada en junio de 2017, está de actualidad al mediar sobre el fenómeno de la radicalización en el contexto de la toma de rehenes en la tienda Hyper Cacher de Porte de Vincennes, ante la cual Clarissa Jean-Philippe, una policía de 25 años de Martinica, fue asesinada por Amedy Coulibaly.

##### Tras el Nobel "alternativo
Tras su estancia en Estocolmo para la ceremonia oficial, el 9 de diciembre de 2018, del Premio de la Nueva Academia de Literatura, se dirigió a Guadalupe para agradecer al "país" haber apoyado su nominación entre los cuatro finalistas y compartir así su premio con el pueblo guadalupeño.
El 18 de diciembre de 2018, fue recibida en la sala VIP y luego en la sala de prensa de la terminal Pôle Caraïbe, para una primera bienvenida oficial y una rueda de prensa junto a su hija Sylvie Condé. Una multitud compacta la acompañó hasta su coche, cantando su "vuelta a casa". El 23 de diciembre de 2018, la Región de Guadalupe, bajo la presidencia de Ary Chalus, le rindió un homenaje en el Memorial ACTe.

## Carrera académica
Maryse Condé fue doctora en literatura por la Universidad de la Sorbona Nueva y ha impartido clases en universidades francesas y en numerosas universidades estadounidenses desde los años 70 hasta 2005. Su primera intervención académica sería en la conferencia Otras Américas; su charla versó sobre las escritoras de la diáspora negra.
- Fue profesora de la Universidad de París Nanterre.
- En 1985, obtuvo una beca de un año en el Occidental College. En su conferencia inaugural, comienza destacando el hecho de que es originaria de Guadalupe; por tanto, habla como mujer caribeña ("como antillana").[85]
- 1986: puesto en la UC Berkeley.
- Profesora de la Universidad de Maryland, donde organizó el coloquio "Penser la créolité", cuyas actas fueron publicadas en 1995 por Karthala.[86][87]
- 1992-1994: Profesor en la Universidad de Virginia.
- 1995-2005: Profesora en la Universidad de Columbia, donde preside el Departamento de Estudios Francófonos. Como tal, en 2002 invitó al escritor Edouard Glissant a participar en el coloquio "París, Nueva York, capital de la diáspora africana".

## Carrera literaria
Maryse empezó a publicar sus obras cumplidos los 40 años. Entre sus primeros trabajos se encuentran Un Saison à Rihata (1981) que se sitúa a finales del siglo XX en África. Las novelas de Condé exploran asuntos raciales, de género y culturales en una variedad de eras históricas. 
En uno de sus trabajos más conocidos, Segú (1984-1985) y su continuación Ségou II (1985) tratan sobre el Imperio de Bámbara, en el Malí del siglo XIX, la memoria y el entrecruce de estos pueblos, de sus dioses ancestrales. En la novela, Dusika Traore, un jefe africano, no puede evitar que las familias se desintegren en el reino de los bámbara y experimenten la esclavitud, la conversión a una nueva religión y el colonialismo. Todo ello desde un punto de vista político y cuestionador de la diáspora.
También ha afrontado los Juicios de Salem en Yo, Tituba: Bruja Negra de Salem (1986), basada en la historia de una esclava estadounidense acusada de brujería en Salem, Massachusetts y la construcción en el siglo XX del Canal de Panamá y su influencia en la creciente clase media centroamericana en El árbol de la vida (1992). 
Sus novelas se centran en las relaciones entre los pueblos africanos y la diáspora, especialmente en el Caribe. Tomó una distancia considerable de la mayoría de los intereses de los movimientos literarios caribeños, como la negritud, y abordó a menudo temas con una mirada feminista. Activista tanto en su trabajo como en su vida personal, Condé admitió: "no podría escribir cualquier cosa... a no ser que tenga una importancia política segura".  Sus obras posteriores tomaron un giro autobiográfico, como Corazón que ríe, corazón que llora (Impedimenta, 2019) y Victoire, una biografía de su abuela. Quién cortó la garganta de Celanire tiene también rastros de su bisabuela paterna.
Cuenta con obra publicada en español desde 1988.
A lo largo de su trayectoria literaria ha recibido numerosos premios y distinciones. En 2019 fue una de las favoritas a ganar el Premio Nobel de Literatura.

## Premios y distinciones
- 1986: Grand Prix littéraire de la femme por Yo, Tituba: Bruja Negra de Salem.[91]
- 1988: Le Prix de L’Académie Française por La Vie Scélérate.[91]
- 1993: Premio Puterbaugh por el conjunto de su obra.[91][92]
- 1994: Grand Prix Littéraire des jeunes lecteurs de l’Ile de France, por Yo, Tituba: Bruja Negra de Salem.[92]
- 1997: Prix Carbet de la Caraïbe por Desirada.
- 1998: Miembro honorario de la Academia de las Letras de Quebec.
- 1999: Premio Marguerite Yourcenar por Le Cœur à rire et à pleurer.
- 2001: Comendador de las Artes y las Letras de Francia
- 2004: Caballero de la Legión de Honor
- 2005: Hurston/Wright Legacy Award (ficción), por Who Slashed Célanire’s Throat?
- 2006: Certificado de Honor Maurice Cagnon del Consejo Internacional de Estudios Francófonos (CIEF).
- 2007: Prix Tropiques por Victoire, des saveurs et des mots.[93]
- 2008: Trofeo de Artes Afro-Caribeñas por Les belles ténébreuses.
- 2009: Trofeo de Honor del Trofeo de Artes Afro-Caribeñas por el conjunto de su obra.
- 2010: Le Grand Prix du roman métis, pour En attendant la montée des eaux.[94]
- 2012: Prix Fetkann por La vie sans fards.
- 2018: Premio Nobel Alternativo de literatura.